# Mission Hills (San Diego)
Mission Hills es un barrio de la ciudad de San Diego, California. El barrio está localizado en colinas justo al sur del valle del río San Diego al norte del centro de San Diego, con vista hacia Old Town y la Bahía de San Diego. Fue subdividido el 20 de enero de 1908 como una parte pequeña en lo que hoy es Mission Hills. La Ciudad de San Diego describe a Mission Hills como la parte norte de la Avenida Horton, Sur de Mission Valley, Oeste de la Calle Goldfinch y Reynard Way, y el este del área de la comunidad de Old Town. A Mission Hills le corresponde el código postal 92103. 
El área es principalmente residencial, con algunos pequeños restaurantes y tiendas; fue desarrollada a principios del siglo XX y la mayoría de las casas aún siguen en pie, a menudo conservadas y mejoradas. Algunas de dichas casas fueron construidas por los arquitectos sandieguinos William Hebbard, William Templeton Johnson, Emmor Brooke Weaver, Nathan Rigdon, Richard Requa y Joel E. Brown. Otros, como la Pacific Building Company, Morris B. Irvin, y Martin V. Melhorn contribuyeron a conservar el estilo al construir según la arquitectura vernácula.
Algunas casas modernas se construyeron en los alrededores durante las décadas de los años 1950 y los 1960 por los arquitectos Lloyd Ruocco, Homer Delawie, John Lloyd Wright y Sim Bruce Richards, entre otros. Irónicamente, el arquitecto más famoso de San Diego, Irving Gill nunca construyó casas en Mission Hills ya que para el tiempo en que se construía él se encontraba trabajando en el condado de Los Ángeles.
La famosa horticultora Kate Sessions tuvo gran influencia sobre Mission Hills. Ella fundó en 1910 el vivero de Mission Hills, que continúa trabajando. 
Varias escuelas públicas, privadas y religiosas están ubicadas en Mission Hills. La escuela más conocida es la «lower school» o la Francis Parker School, un campus privado fundado en 1912. Esta escuela fue dirigida por el progresista idealista Templeton Johnson y su esposa Clara. Mr. Johnson diseñó el edificio original y su esposa dirigió la escuela.
- Datos: Q593933
- Multimedia: Mission Hills, San Diego / Q593933